# 초월중학교
초월중학교(草月中學校)는 대한민국 경기도 광주시 초월읍 쌍동리에 있는 공립 중학교이다.

## 학교 연혁
- 2012년 1월 2일 : 경기도도립학교 설치조례 제4320호 공포
- 2012년 3월 1일 : 초대 김충호 교장 취임
- 2012년 3월 2일 : 제1회 입학식(309명)
- 2015년 2월 12일 : 제1회 졸업식(295명)
- 2021년 3월 1일 : 제3대 장영복 교장 취임
- 2023년 12월 29일 : 제10회 졸업식(343명)
- 2024년 3월 4일 : 제13회 입학식(387명)

## 참고 자료
- 초월중학교 - 한국교육학술정보원 학교알리미